# Rēzija Kalniņa
Rēzija Kalniņa (23. december 1970) er en lettisk skuespillerinde, der medvirker i både teaterforestillinger og spillefilm.
Kalniņa er født ind i en kunstnerfamilie. Hendes far er den lettiske komponist Imants Kalniņš, og hendes mor er skuespillerinde ved Letlands Nationalteater, Helga Dancberga. Kalniņa dimitterede i 1994 fra Letlands Statskonservatoriums teater- og filmskuespilfakultet. Siden 1994 har hun virket ved Dailesteatret som skuespillerinde, hvor hun har opført mere end 50 roller. Hun har også deltaget i dramaturgiske projekter ved andre lettiske teatre og i Latvijas Televīzijas tv-produktioner. Kalniņa har medvirket i adskillige lettiske, estiske og tyske spillefilm, og i 2001 modtog hun den største lettiske filmpris Lielais Kristaps for rollen som Margita i spillefilmen Labās rokas (Gode hænder). I 2006 debuterede hun som teaterinstruktør med forestillingen Alu sieviete (Ølkvinden) ved Letlands Dukketeater.
Rēzija Kalniņa er siden den 12. oktober 2009 Officer af Trestjerneordenen, en orden hun fik overrakt af Letlands præsident Valdis Zatlers på Riga Slot den 16. november 2009.